# コリブ川
コリブ川（コリブがわ、英: River Corrib、愛: Abhainn na Gallimhe）はアイルランド西部のコリブ湖からゴールウェイを貫いてゴールウェイ湾岸クラダへ流れる河川である。流路延長6km、流域面積3,138km2、水底29m。数日間の雨の後にはいっそう力強くなり、地元のホワイトウォーターカヤックを嗜む人々に人気である。

## 名称

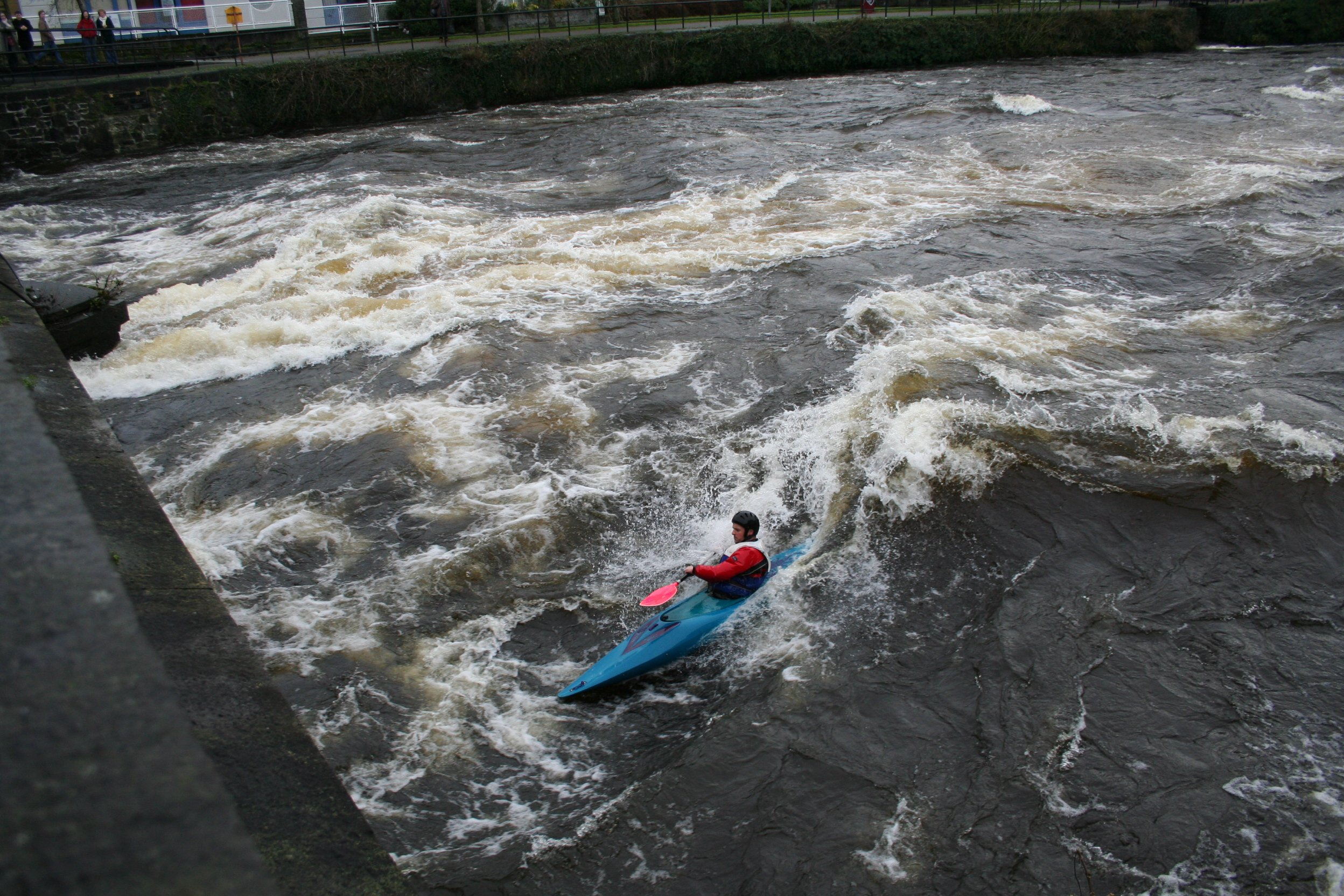
オブライアン橋で大きな定常波をカヤックしている男性

コリブ川は、アイルランドで最も短い川の1つだが、平均の長期流量は104.8m3/sであり、アイルランドで2番目に大きい（流量による）川で、シャノン川を上回っている。
アイルランド語での川の名称、「Abhainn na Gallimhe」は、「ゴールウェイ川」と翻訳される。アイルランド語では、「An Ghaillimh（ゴールウェイ）」と呼ばれることもあり、「Abhainn na Coiribe（コリブ川）」と誤って呼ばれることもある。この名称に関係する伝説では、この川で溺れたフィル・ヴォルグ首領の娘、ガイリーヴ（Gailleamh）に因むという。この単語は石の多い様を意味する。
コリブ川があるゴールウェイの街の名がアイルランド語の「Gallibh」、「外国人の」つまり「外国人の町」（外国人を意味するGallから）、に由来するというのは「Gaillimh」の名が初めに川に使われ、後に町の名になったという通説は誤りである。実際は、後にゴールウェイとなった居留地へ初めに与えられた名はドン・ヴン・ナ・ガイリヴェ（Dún Bhun na Gaillimhe）であり、「ゴールウェイの端にある砦（川）」を意味している。
川の名が町に使われ、それが都市へ成長し、1570年頃以降、ゴールウェイは州の名称にもなった。また、町の産業開発に大いに貢献し、イギリスのロンドンの前に水力発電を開発することができた。水力の高さでは、川に沿って建設された水路とそれに付随する掘削であるエグリントン運河から20を超える水車が動作していた。水力の高さで、川とそれに付随する掘削であるエグリントン運河で構築された水路から、20を超える水車が作動していた。エグリントン運河は、19世紀半ばに「カラ湖、コリブ湖、マスク湖の排水と航海計画」の一環として建設された。運河は約1.2kmの長さで、海の水門、大きな盆地、パーカボアの2番目の水門、5つの旋回橋がある。依然と水中にあるが、旋回橋は固定橋に置き換えられた。航海した最後の船は、ギネスの評議員からゴールウェイのホテル経営者であるフランク・ベイリーに売却された90フィート（27.43m）のモーターヨット、アモⅡだった。
「Lough Corrib（コリブ湖）」は「Loch Coirib」の英語形で、この語自体は「Loch nOrbsean」の訛りで、フィル・ボルグの酋長の名にちなむ。
プトレマイオスの地理学（2世紀）は、おそらくコリブ川を指す「Αυσοβα（アヴソワ）」と呼ばれる川を描写していた。

### コリブ川の上流と下流

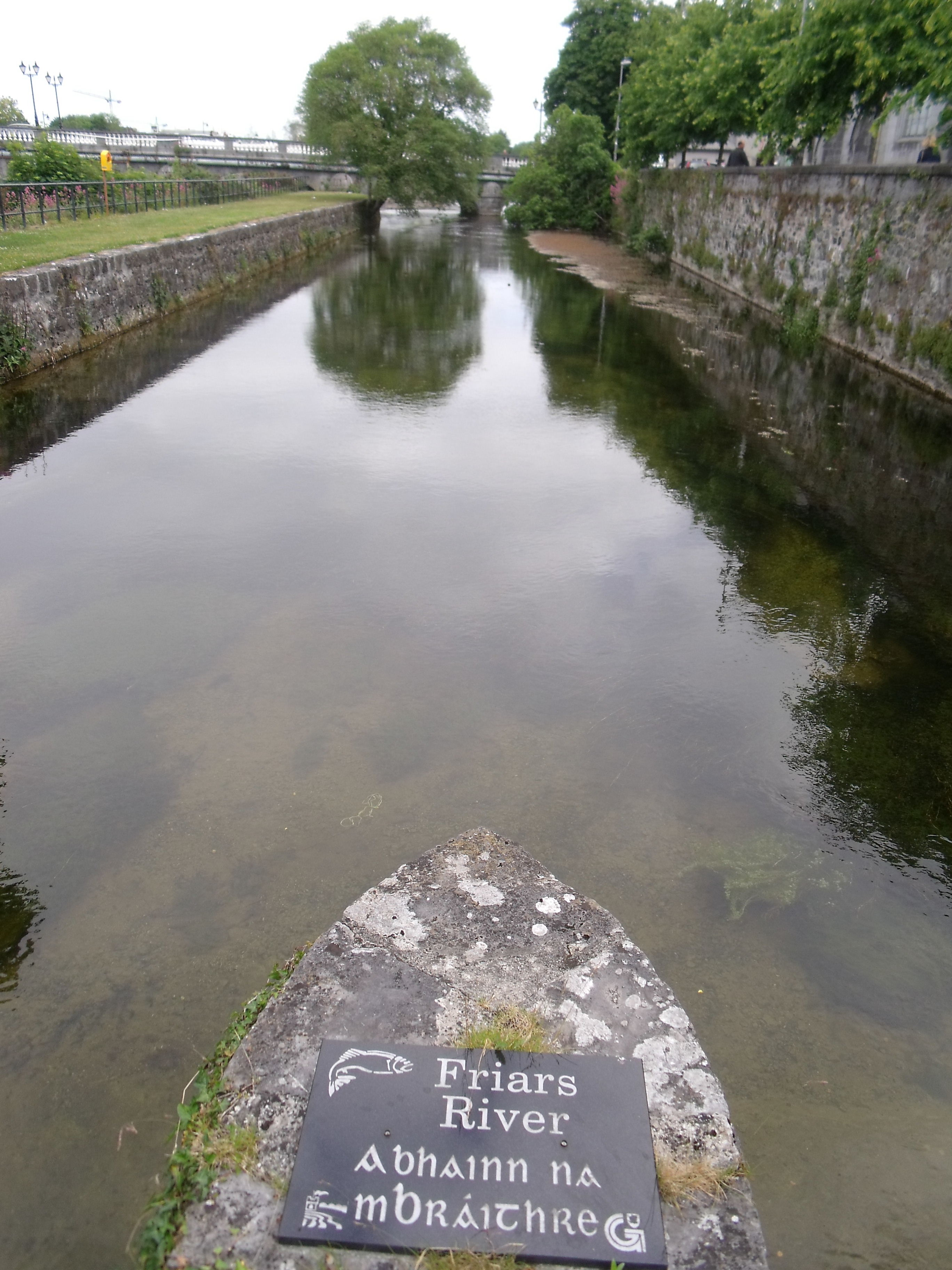
フライア掘削

湖の南端からサーモン堰に流れる川の一部は、コリブ上流（Upper Corrib）として知られている。堰も、上記の航海計画の間に建設された一連の堰門である。元々は石と材木で建てられていたが、現在はこれらの堰門が2つだけ残っており、洪水時にのみ開かれる。上の写真に示すように、残りは14の鋼製の堰門に置き換えられている。
コリブ湖を離れる主な水路は、「Friars' Cut（フライア掘削）」または「Friars' River（フライア川）」（アイルランド語: Abhainn na mBráithre）と呼ばれている。これは、非常に初期の運河工学の結果である。1178年、クラレガルウェイ修道院の修道士たちは、川に入るのに西に行く必要があった長い回り道に疲れていたため、メンローのブレイクに人工的な切り口を作る許可を求めた。これがやがて川の主要路となり、その後拡大された。
サーモン堰からゴールウェイを通ってゴールウェイ湾に流れる川の部分は、コリブ下流（Lower Corrib）として知られている。サーモン堰橋、ウィリアム・オブライエン橋、ウルフ・トーン橋の3つの橋が下流を渡る。
コリブ下流の唯一の支流は、ホワイトウォーターカヤックでシット・シュート（Shit Chute）として知られている「Sruthánnag Caisleáin（キャッスル流水）」と、川へのアクセスポイントであり、ニューカッスルを流れる小川、アイルランド国立大学ゴールウェイ校（NUIG）の敷地を流れ、フィッシュ・ゲートとして知られている王堰のすぐ下流に流れ込む。
NUIGの公式出版物である『Cois Coiribe』は、コリブにちなんで名付けられた。

## 橋
以下の4つの橋がゴールウェイのコリブに架かっている。
- ウルフトーン橋
- ウィリアムオブライアン橋
- サーモン堰橋

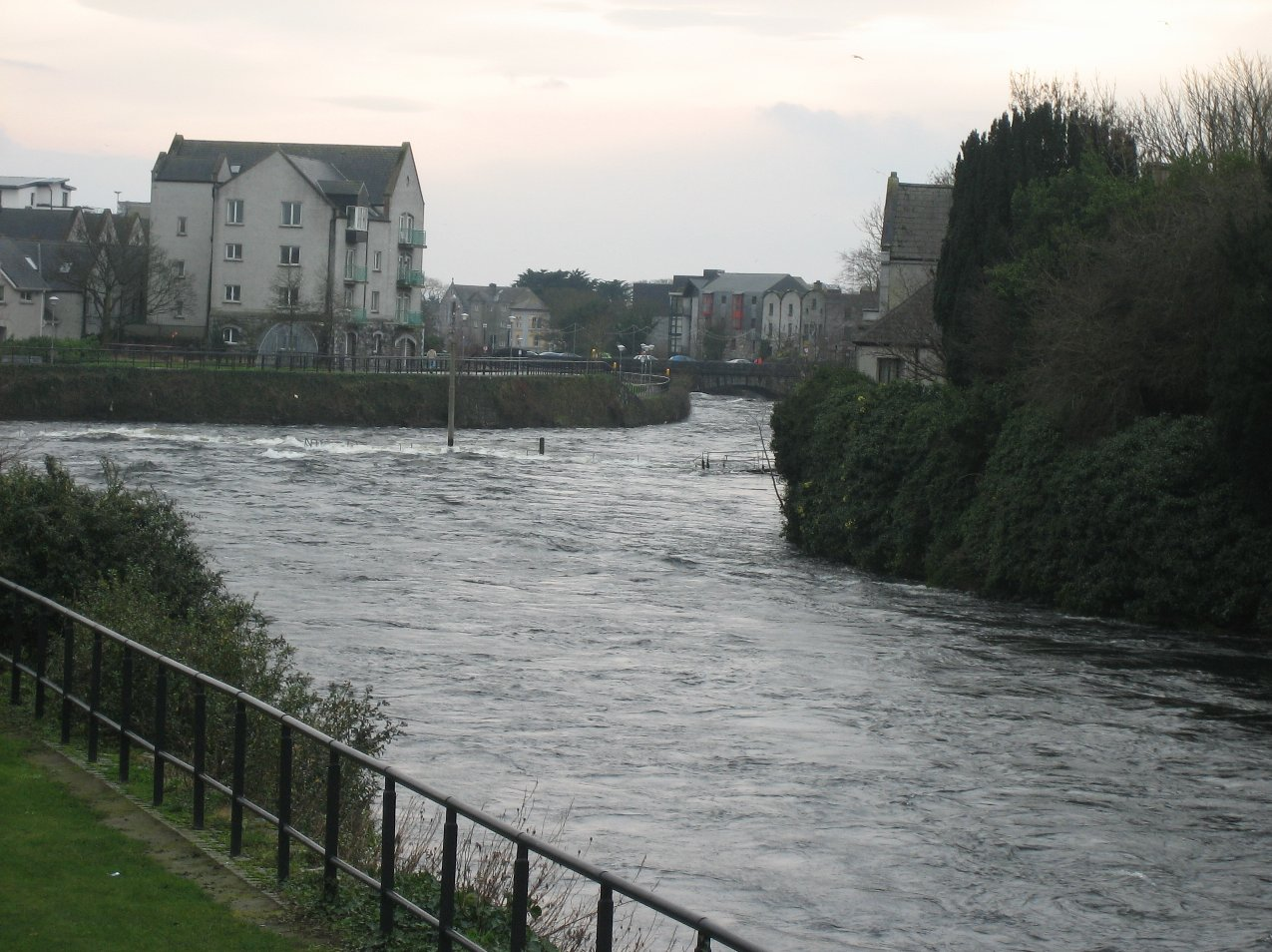
5周年記念橋  - サーモン堰橋から南方面へ向いたコリブ川
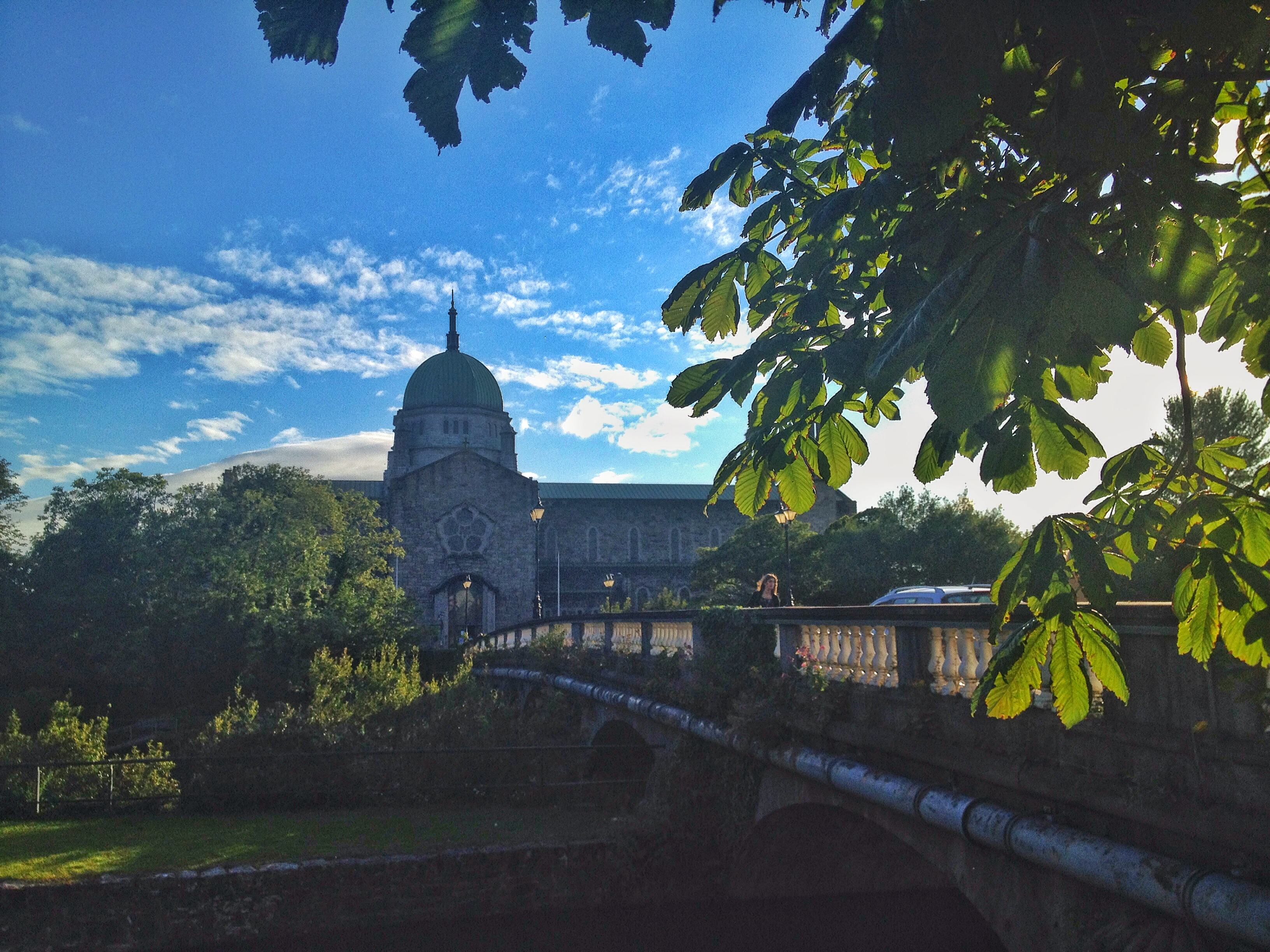
ゴールウェイ大聖堂に向かって東に向いているサーモン堰橋
  - ゴールウェイ大聖堂に向かって東に向いているサーモン堰橋